# Digha (ort i Indien)
Digha är en ort i Indien.   Den ligger i distriktet Purba Medinipur och delstaten Västbengalen, i den östra delen av landet, 1 300 km sydost om huvudstaden New Delhi. Digha ligger 8 meter över havet och antalet invånare är 3 667.
Terrängen runt Digha är mycket platt. Havet är nära Digha åt sydost.  Det finns inga andra samhällen i närheten.